# Motor City Connection
| Recensione | Giudizio |
| ---------- | -------- |
| AllMusic   | [ 1 ]    |

Motor City Connection è un album discografico del gruppo musicale rock statunitense Brownsville Station, pubblicato dall'etichetta discografica Big Tree Records nell'agosto del 1975.

## Tracce
Lato A
1. Automatic Heartbreak – 3:00 (Michael Lutz, Cub Koda)
2. One That Got Away – 5:30 (Henry Weck, Cub Koda)
3. Self Abuse – 2:53 (Cub Koda)
4. Crazy Legs – 3:19 (Walter Jacobs)
5. Give It to Get It – 3:27 (Michael Lutz, Cub Koda)
6. Combination Boogie – 2:25 (J.B. Hutto)

Lato B
1. Load of Love – 4:51 (Michael Lutz, Cub Koda)
2. You Know Better – 3:26 (Michael Lutz, Cub Koda)
3. They Call Me Rock 'N' Roll – 9:23 (Michael Lutz, Cub Koda)

## Formazione
- Michael Sam Lutz - basso, chitarra, voce, tastiere
- Cub Koda - chitarra, voce, armonica, chitarra lap steel
- Henry H-Bomb Weck - batteria, percussioni

Altri musicisti
- Albhy Galuten - sintetizzatore (brano: Self Abuse)
- Bruce Nazarian - chitarra solista (brano: You Know Better)

Note aggiuntive
- Al Nalli e Henry Weck - produttori (eccetto brano: You Know Better)
- Al Nalli e Doug Morris - produttori (brano: You Know Better)
- Registrazioni, remixaggi e mastering dei brani, effettuati al Criteria Recording Studios di Miami, Florida (Stati Uniti)
- Steve Klein - ingegnere delle registrazioni e del remixaggio
- Alex Sodkin - ingegnere mastering
- Stephen Hart - assistente ingegneri del suono
- Arrangiamento brani: Brownsville Station
- John Abbott - arrangiamento strumenti ad arco (brano: You Know Better)
- Paula Scher - art direction
- Michael Doret - illustrazione copertina album
- Rob Nalli - fotografie retrocopertina album[4]